# Rollet (Québec)
Pour les articles homonymes, voir Rollet.
Rollet est un quartier rural de la ville de Rouyn-Noranda, au Québec (Canada). Nommé d'après la première femme colon en Nouvelle-France, les environs sont d'abord colonisés à des fins d'agriculture dans le sillage du plan Gordon avant de devenir un centre forestier.
Une municipalité est érigée en 1979, puis annexée en 2002 par Rouyn-Noranda. Les limites du quartier actuel reprennent celles de l'ancienne municipalité.

## Toponymie
Le nom du quartier honore la mémoire de Marie Rollet, première immigrante française en Nouvelle-France et épouse de Louis Hébert. Léonidas Leroux, curé et fondateur du village, choisit le toponyme.
Les commerçants de fourrure anglais nommaient autrefois l'endroit Lonely River, qui a été francisé en Rivière-Ennuyante, puis Rivière-Solitaire. Le nom évoque la rivière qui sillonne le lieu, longue et étroite, aux eaux calmes et aux rivages plats. Les hydronymes reflètent le nom algonquin de la rivière, Gashkemindamowino Sipi (« rivière ennuyante »).

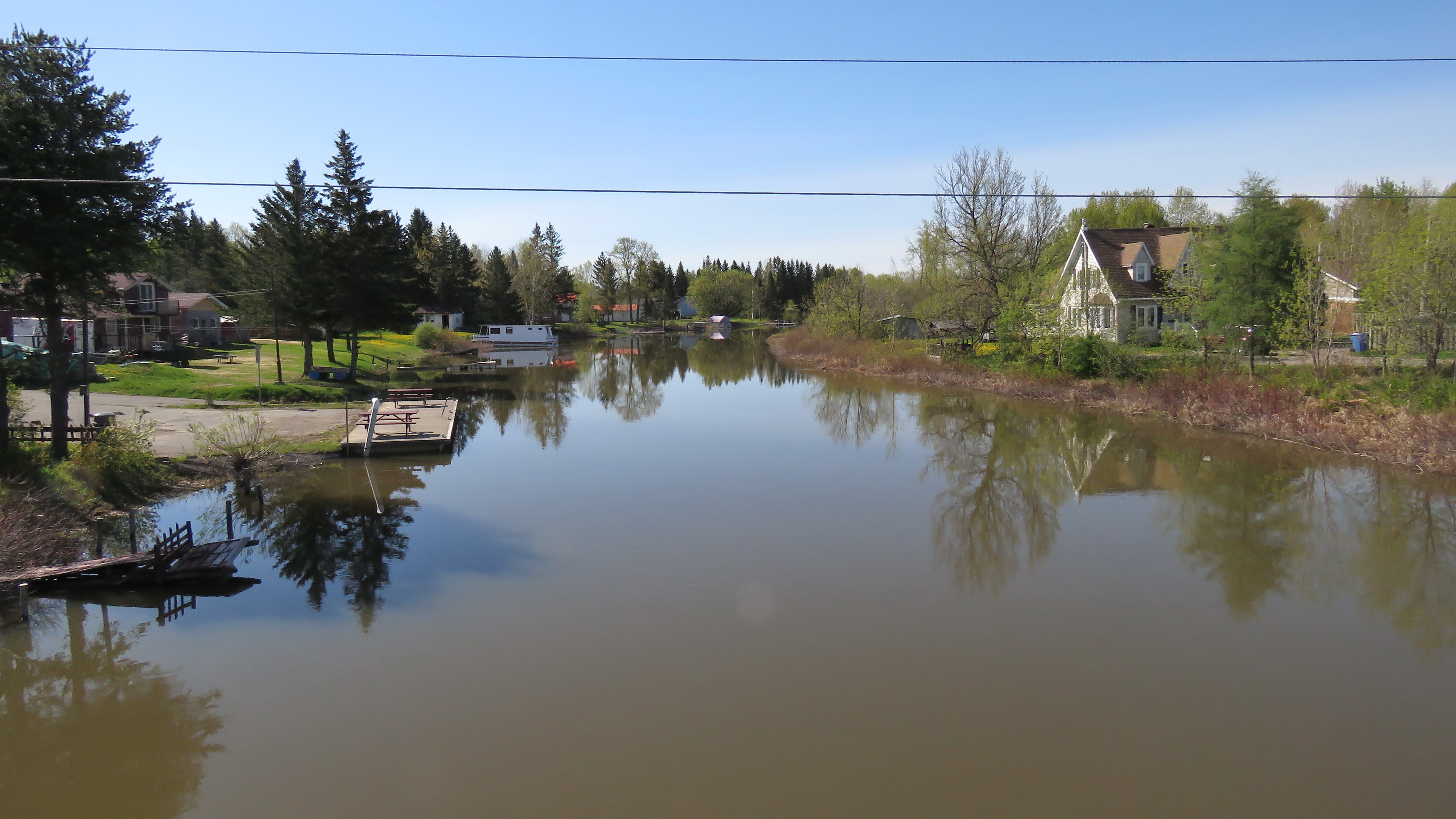
La rivière Solitaire à Rollet.

## Géographie
Situé à une cinquantaine de kilomètres au sud du centre-ville de Rouyn-Noranda, le village est la porte d'entrée sud de la ville. Il s'agit de l'un des noyaux villageois les plus éloignés du centre-ville. Le quartier est relié au reste de Rouyn-Noranda et au Témiscamingue par les routes 101 et 391.
Les limites du secteur correspondent à celles de l'ancienne municipalité de Rollet, rattachée à Rouyn-Noranda le 1er janvier 2002. Rollet est limitrophe de Cloutier et Montbeillard, au nord, et de Rémigny, au sud,. 
Le quartier est situé au bord du lac Opasatica, lequel est partagé entre les quartiers d'Arntfield et Montbeillard. La rivière Solitaire, navigable, draine les eaux du lac Opasatica vers le lac Rémigny. Les nombreux plans d'eau attirent les villégiateurs; à eux trois réunis, les quartiers de Rollet, Montbeillard et Arntfield comprennent plus de la moitié des habitations de villégiature du territoire rouynorandien.
Si le quartier a autrefois une vocation agricole, les élevages bovins sont peu à peu délaissés, particulièrement dans les décennies 1960 et 1990; la foresterie demeure l'activité économique principale.

## Histoire

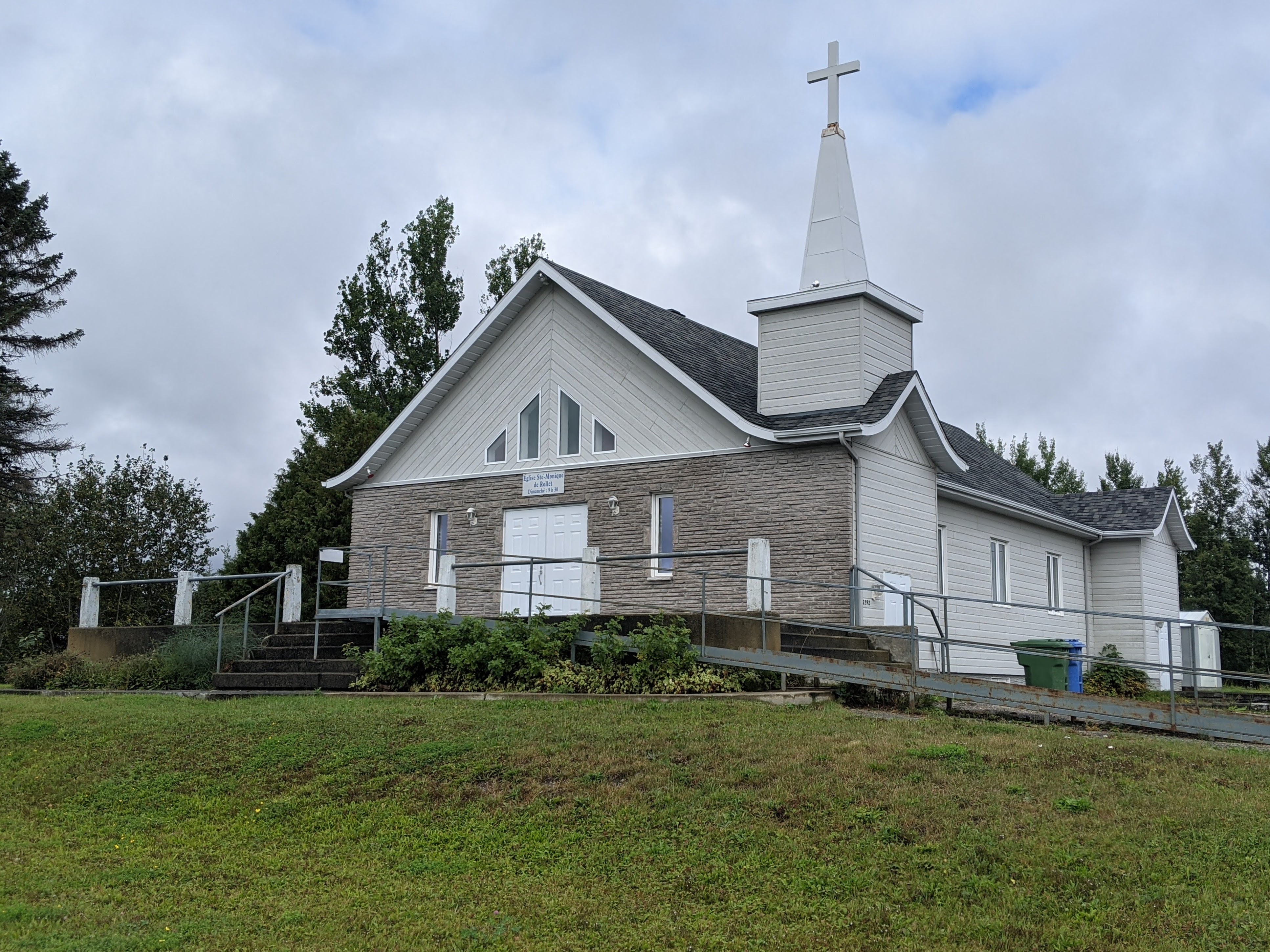
Église Sainte-Monique.

Rollet est fondé en 1932, sous l'impulsion du plan de colonisation Gordon. Léonidas Leroux est responsable de la mission, implantée dans le canton Désandrouins,. Les responsables ecclésiastiques de la colonisation avaient cependant jugé irréalisable l'établissement de l'agriculture à Rivière-Solitaire et ont prédit un fiasco. Bien que l'accueil subséquent des nouveaux arrivants soit considéré comme réussi, l'agriculture s'avère en effet difficile au début de la colonie : les outils, l'équipement et les animaux sont hors de prix pour les habitants. L'aide gouvernementale accordée aux colons est sous forme de billets échangeables à l'unique magasin général du village, le monopole tirant les prix vers le haut. Marie Le Franc relate d'ailleurs dans La Rivière Solitaire les débuts ardus pour les premiers Rolletiens.
Deux moulins à scie sont implantés en 1933 et en 1934, d'abord pour desservir les colons défricheurs, puis pour approvisionner les mines et les acheteurs de Toronto. La foresterie prend le pas rapidement sur l'agriculture comme activité dominante ; elle le demeure jusqu'en 1957. Les années 1940 sont particulièrement prospère pour l'industrie du bois, alors que les deux moulins tournent 24 heures par jour, employant près de 200 travailleurs. Attirée par l'abondance de bouleau dans les environs, la compagnie John Lewis établit en 1964 une manufacture de bâtonnets à café qui emploie 40 personnes, en plus des travailleurs forestiers.
L'usine de John Lewis ferme ses portes en 1981. Les travailleurs licenciés s'organisent en coopérative de travail et opèrent une scierie ainsi que quelques opérations forestières jusqu'au tournant du xxie siècle.
Rollet, d'abord implanté dans un territoire non organisé, est constituée en municipalité le 1er janvier 1979. La municipalité de Rollet est par la suite annexée à la ville de Rouyn-Noranda le 1er janvier 1979